# Marc-Aurèle Fortin
Marc-Aurèle Fortin (ur. 14 marca 1888 w Sainte-Rose w Quebecu, zm. 2 marca 1970 w Abitibi) – kanadyjski malarz i grafik.
Kształcił się w Marc-Aurèle Fortin i w Chicago Art Institute (1908-1914). Często malował krajobrazy wiejskie i widoki miast. Najbardziej cenione prace namalował w latach 20. Był wybitnym malarzem-pejzażystą Quebecu, początkowo malował pod wpływem barbizończyków (m.in. obraz Wybrzeże morskie w Sainte-Rose z ok. 1915), później jego pejzaże przybrały bardziej uproszczoną i z założenia naiwną formę. Uprawiał wiele technik, m.in. olej, pastel, akwarelę, rysunek węglem i tuszem i gwasz.